# あゝ新撰組
「あゝ新撰組」（ああしんせんぐみ）は、1955年にリリースされた三橋美智也のシングル。

## 解説
新選組を歌ったものであり、110万枚のヒット作品となった。歌詞の中には「加茂の河原」「鳥羽伏見」「菊」「葵」が登場し、1999年には壬生寺境内に歌碑が建立された。B面は照菊の「幾松小唄」。 

## 収録曲
1. あゝ新撰組
  - 作詞:横井弘／作曲:中野忠晴
2. 幾松小唄（照菊）
  - 作詞:横井弘／作曲:細川潤一